# Myrmarachne septemdentata
Myrmarachne septemdentata är en spindelart som beskrevs av Embrik Strand 1907. Myrmarachne septemdentata ingår i släktet Myrmarachne och familjen hoppspindlar. Inga underarter finns listade i Catalogue of Life.